# Aulacophora chapuisi
Aulacophora chapuisi es un coleóptero de la familia Chrysomelidae.
Fue descrita científicamente por primera vez en 1884 por Duvivier.